# Berles-Monchel
Berles-Monchel település Franciaországban, Pas-de-Calais megyében. Lakosainak száma 487 fő (2022. január 1.). Berles-Monchel Villers-Brûlin, Izel-lès-Hameau, Penin, Savy-Berlette, Tilloy-lès-Hermaville és Tincques községekkel határos.

## Népesség
A település népességének változása:
| Lakosok száma | 494  | 492  | 504  | 488  | 489  | 487  | 496  | 492  | 487  |
|               | 2013 | 2015 | 2016 | 2017 | 2018 | 2019 | 2020 | 2021 | 2022 |